# Sugababes
Шугабејбс (енгл. Sugababes) је енглеска женска музичка група, основана у Лондону 1998. године. Бенд је трио, мада је више пута мењао своје чланице. На почетку, то су биле Кеиша Бујкенен, Матја Буена и Шиобан Донехи. Донехи је 2001. године напустила групу, а на њено место дошла је Хеиди Рејнџ. Буена је напустила групу 2005. године и посветила се соло каријери, а на њено место дошла је Амел Берабах. Кеиша је замењена 2009. са Џејд Јуен. Кеиша се посветила соло каријери. Тако да више нема оригиналних чланова.
Лансирале су укупно 26 синглова, од којих су шест заузели прво место на топ-листи. Постава групе је често мењана. 2003. године, освојиле су БРИТ награду за најбољег денс извођача. Издале су седам албума, а сви су постигли велики успех у свету. Сем у својој домовини, Уједињеном Краљевству, Шугабејбс нижу успехе и у Ирској, Чешкој, Пољској, Данској, Аустрији, Јапану, Словенији, Естонији, Филипинима и Хрватској.